# Cahis
Cahis, auch Cahys oder Cahiz, war ein spanisches Volumen- und Getreidemaß. Begrenzt war das Maß auf Regionen um Alicante, Sevilla und Cádiz.
- 1 Cahis = 15,02 Liter
- 1 Cahis = 4 Anegras
- 1 Last (Amsterdamer) = 200 Cahis = 3003,912 Liter
- Alicante: 1 Cahiz = 12 Barchillas 196 Cuartillas = 12567,821 Pariser Kubikzoll = 249,3 Liter
- Kastilien: 1 Cahiz = 12 Fanegas = 666,012 Liter
- Cádiz: 1 Cahiz = 12 Fanegas = 144 Celemines/Almudas = 288 Medios = 576 Cuartillos = 2304 Raciones = 654,528 Liter
- Valencia: 1 Cahiz = 12 Barchilla = 48 Celemines = 196 Cuarterones = 10132,90 Pariser Kubikzoll = 201 Liter
- Denia: 1 Cahiz = 11769,69 Pariser Kubikzoll = 233,468 Liter